# 井伊直経
井伊 直経（いい なおつね）は、越後与板藩の第8代藩主。直勝系井伊家12代。
寛政11年（1799年）2月25日、6代藩主・井伊直朗の七男として江戸で生まれる。文政9年（1826年）に先代藩主の直暉が死去する直前に養嗣子となり、文政10年（1827年）7月13日に跡を継いだ。大坂加番を務めた。有能な藩主で、民政に尽力した。特に三条地震が起こったときなどは善政を行なって復旧に尽くしている。また、仏教に対して信心深かったことから、西本願寺与板別院や与板八幡宮、徳昌寺などを建設した。これらの事績から「凱悌の君」と称されている。
安政3年（1856年）6月30日、江戸にて58歳で死去し、跡を長男の直充が継いだ。

## 系譜
父母
- 井伊直朗（実父）
- 寿松院 ー 岩松氏、側室（実母）
- 井伊直暉（養父）

正室
- 胤、浄信院 ー 松平信志の娘

側室
- 村上氏

子女
- 井伊直充（長男）生母は村上氏（側室）